# Antoine Daniel (Geistlicher)
Antoine Daniel (* 27. Mai 1601 in Dieppe, Normandie; † 4. Juli 1648 bei Midland, Ontario) war ein französischer Jesuit und Missionar in Neufrankreich in der Missionsstation Sainte-Marie-au-pays-des-Hurons (unweit des heutigen Midland in der kanadischen Provinz Ontario). Er wurde während seiner Mission getötet und wird deshalb von der römisch-katholischen Kirche als einer der acht Kanadischen Märtyrer und als Heiliger verehrt.

## Leben
Nachdem Daniel zwei Jahre Philosophie und ein Jahr Recht studiert hatte, trat er am 1. Oktober 1621 den Jesuiten in Rouen bei. Er unterrichtete zwischen 1623 und 1627 am Collège in Rouen. 1627 wurde er nach Paris entsandt, um dort am Collège de Clermont Theologie zu studieren. Drei Jahre später wurde er zum Priester geweiht und lehrte am Jesuitenkolleg in Eu.
Gemeinsam mit Ambroise Davost begann Daniel 1632 die Schiffsreise nach Neufrankreich. Antoines Bruder, Charles, war als Kapitän beim französischen Unternehmen De Caen angestellt und hatte ein Fort auf der Kap-Breton-Insel (heute in der kanadischen Provinz Nova Scotia). Antoine und sein Gefährte erreichten die Kap-Breton-Insel und hielten sich dort für ein Jahr auf, um die französischen Siedler dort zu betreuen.
Im Frühling 1633 setzten sie gemeinsam mit Kapitän Morieult ihre Reise nach Québec fort, wo sie am 24. Juni ankamen. Davost beendete seine Reise bereits in Tadoussac, einer französischen Handelsniederlassung an der Mündung des Saguenay-Fjords in den Sankt-Lorenz-Strom.
Daniel reiste 1634 zusammen mit Jean de Brébeuf und Davost nach Wendake. Dort studierte Daniel die Sprache der Huronen und konnte schnell Fortschritte machen. Er übersetzte das Vaterunser, das Credo und andere Gebete und komponierte Melodien dazu. Für zwei Jahre leitete er eine Schule für Indianerjungen im heutigen Québec. Er kehrte 1638 in das Land der Huronen zurück, um Brébeuf bei der neugegründeten Mission für den Stamm abzulösen.
Erneut erreichte er im Juli 1648 die Hauptstadt der Huronen, Teanaostaye. Kurz darauf, am 4. Juli, attackierten die Irokesen plötzlich die Mission, während der Großteil der Huronen zum Handeln in Québec war. Daniel sammelte die Verteidiger und eilte, kurz bevor die Palisaden nachgaben, zur Kapelle, wo Frauen, Kinder und Alte sich gesammelt hatten. Er erteilte den Katechumenen die Absolution und taufte sie, indem er sein Taschentuch in einer Wasserschale befeuchtete und sie damit besprengte.
Er nahm, immer noch in seinen liturgischen Gewändern, ein Kreuz in die Hand und lief den vorrückenden Irokesen entgegen. Sie stockten einen Moment und schossen dann auf ihn. Sie legten seinen Leichnam in die Kapelle und verbrannten diese über ihm. Viele Huronen konnten vor dieser Attacke fliehen.
Antoine Daniel war der erste Märtyrer der Mission bei den Huronen auf dem heutigen Gebiet Kanadas. Vater Ragueneau, sein Vorgesetzter, schrieb über ihn in einem Brief an den Generaloberen der Gesellschaft Jesu: Er sei ein „wahrhaft bemerkenswerter Mann, demütig, gehorsam, mit Gott vereint, von niemals nachlassender Geduld und unbezähmbarem Mut in Widrigkeiten“ gewesen.

## Verehrung
Daniel und sieben weitere Märtyrer wurden am 21. Juni 1925 von Papst Pius XI. seliggesprochen und am 29. Juni 1930 ebenfalls durch von Papst Pius XI. heiliggesprochen. Sie sind heute als die Kanadischen Märtyrer bekannt. Die liturgische Feier der Heiligen Märtyrer findet am 26. September in Kanada und am 19. Oktober in der Weltkirche statt.
Der Kirchenbau und die Pfarrei St. Anthony Daniel in Kitchener (Ontario) sind nach ihm benannt. Die Grundschulen in Victoria Harbour (Ontario) und Willowdale (Ontario) sind ebenfalls nach dem Heiligen benannt.